# Wasrol

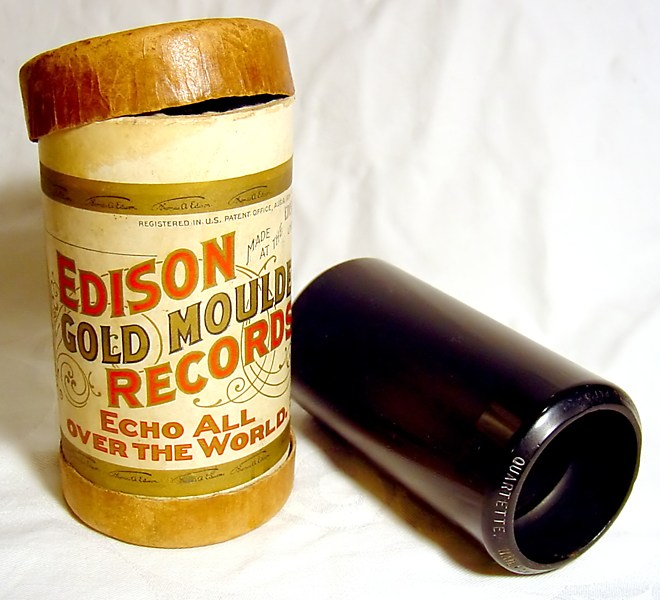
Een Edison-wasrol, gemaakt van zwarte was, ca. 1904

Een wasrol was een van de eerste methodes om geluid op te nemen en weer af te spelen. Wasrollen werden op grote schaal geproduceerd en gebruikt tussen ongeveer 1888 tot 1915 waarna de grammofoonplaat het belangrijkste medium werd om geluid op te nemen en af te spelen. In haar meest simpele vorm is een wasrol een cilinder die aan de buitenkant groeven bevat die de audio-opname bevatten. Een wasrol kan worden afgespeeld op een fonograaf.

## Geschiedenis

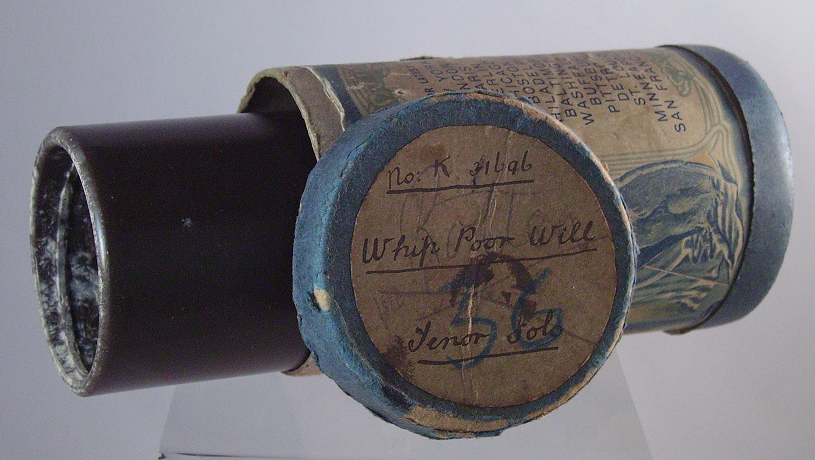
Bruine wasrol

De eerste fonograaf werd bedacht door Thomas Edison op 18 juli 1877 voor het opnemen van telefoongesprekken. Zijn eerste testen deed hij met papier gedoopt in was. Een ander materiaal dat hij gebruikte was aluminiumfolie rond een cilinder gerold. Rond 1880 waren wasrollen voor het eerst commercieel verkrijgbaar. De groeven zaten in zachte was rondom een kartonnen cilinder. Door het zachte materiaal waren deze wasrollen meestal versleten na een aantal keer afspelen. De eigenaar kon ze dan vervolgens inruilen zodat men met korting nieuwe exemplaren kon aanschaffen, of ze konden worden geschuurd zodat er nieuwe opnames op konden worden gemaakt.
In 1890 patenteerde Charles Tainter een nieuw type wasrol, waar hij carnaubawas gebruikte in plaats van de mix van paraffine en bijenwas die tot dan toe gebruikelijk was. De was werd in de jaren steeds meer verbeterd, zodat ze uiteindelijk meer dan 100 keer konden worden afgespeeld. In 1902 lanceerde Edison Records een lijn van harde wasrollen onder de naam 'Edison Gold Moulded Records'.
De vroege fonografen uit de periode 1880-1890 werden vaak verkocht met apparatuur om ook opnames te maken. De mogelijkheid om zowel wasrollen af te spelen als ook op te nemen was een belangrijk voordeel boven de goedkopere platenspelers die tegen het eind van de negentiende eeuw op de markt kwamen, en alleen geluid konden afspelen dat al opgenomen was.
De vroegere wasrollen waren niet allemaal compatibel met elkaar. Een standaardmaat werd afgesproken door Edison records, Columbia Phonograph en een aantal andere bedrijven aan het eind van de jaren tachtig van de 19e eeuw. Deze cilinders waren 10 cm lang, ongeveer 6,4 cm in diameter en konden ongeveer twee minuten aan geluid bevatten.

## Verpakkingen

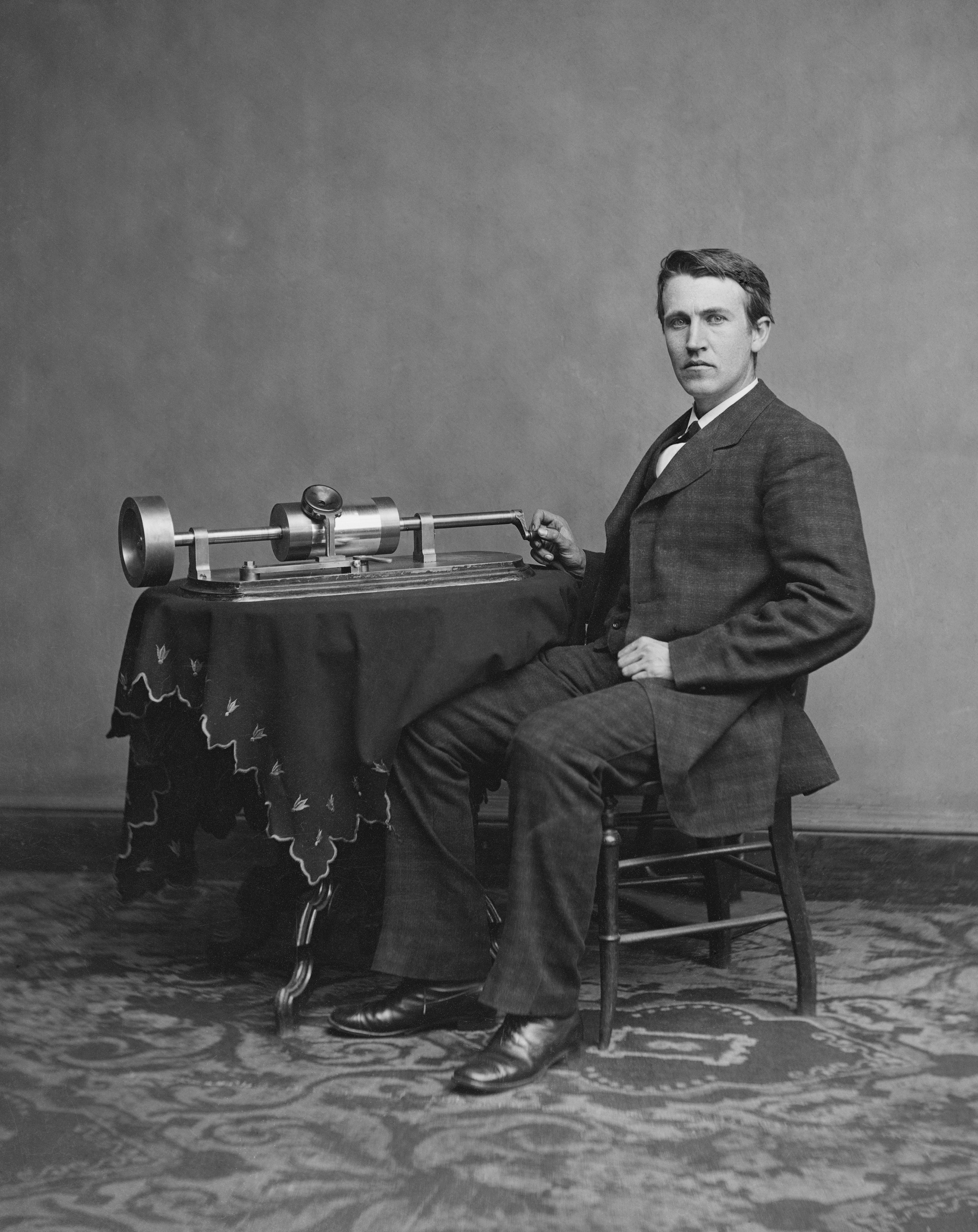
Thomas Edison met zijn fonograaf

Wasrollen werden vaak verpakt in kartonnen rollen om de wasrol te beschermen. Over deze 'doosjes' en het 'blikkerige' geluid van de wasrollen liet onder meer John Philip Sousa zich ontvallen dat de wasrollen 'ingeblikt geluid' bevatten.
De verpakking bevatte in de begindagen vaak alleen een etiket van de fabrikant, en weinig informatie over wat er werkelijk op de wasrol stond. Later kwam er steeds meer informatie op de verpakking en de wasrol zelf te staan. Veel wasrollen hadden echter wel vaak een aankondiging van wat er op de wasrol stond aan het begin van de opname.

## Het einde van de wasrol
Rond 1910 begon de wasrol de concurrentie te verliezen van de grammofoonplaat. Dit was vooral te wijten aan het feit dat grammofoonplaten goedkoper te produceren waren en makkelijker waren op te bergen dan wasrollen. Ook was vaak de promotie en marketing van grammofoonplaten beter. De voordelen van wasrollen, waaronder vaak de hogere geluidskwaliteit, langere houdbaarheid en vooral het feit dat er ook opnames gemaakt mee konden worden waren niet genoeg om commercieel interessant te blijven. De enige toepassing waarin wasrollen dan ook nog lang belangrijk waren was voor dictafoon-achtige toepassingen, tot rond de jaren vijftig en zestig van de twintigste eeuw dit ook werd overgenomen door andere (voornamelijk magnetisch gebaseerde) media.